# Ivan Frederick
Ivan Frederick II, né en 1966, est un ancien sergent à la retraite de l'armée américaine. 

## Histoire
Il est le plus haut gradé des sept membres de la police militaire américaine accusés d'avoir torturé des prisonniers à la prison d'Abou Ghraib, en Irak, en poste d'octobre à décembre 2003.
Avant son déploiement en Irak, Frederick était agent pénitentiaire au centre pénitentiaire de Buckingham à Dillwyn, en Virginie.

## Procès
Dans son témoignage devant le tribunal, Ivan Frederick a directement accusé le Pentagone en le déclarant informé de tout ce qui s'y passait et en plus d'avoir ordonné les abus afin d'obtenir des informations.
En mai 2004, Frederick a plaidé coupable de complot, de manquement à son devoir, de mauvais traitement des détenus, de voies de fait et d’actes indécents. Il a été condamné à 8 ans d'emprisonnement et à une perte de rang et de paiement, et a bénéficié d'une libération déshonorante.
Le 20 octobre 2004, Ivan L. Frederick a plaidé coupable. Il a été condamné à huit ans de prison et n'a pas interjeté appel de cette décision.